# أرتور روبليدو أوكامبو
أرتور روبليدو أوكامبو (بالإسبانية: Arturo Robledo Ocampo)‏ هو مهندس معماري كولومبي، ولد في 2 نوفمبر 1930 في مانيزاليس في كولومبيا، وتوفي في 2007 في بوغوتا في كولومبيا.